# Kaliumkromat
Kaliumkromat (K2CrO4) är ett salt av kalium och kromsyra.

## Egenskaper
Kaliumkromat bildar vid rumstemperatur klargula kristaller. Om ämnet värms upp till 670 °C övergår det till α-form med röda kristaller. Ämnet är ett starkt oxidationsmedel och kan reagera häftigt med brännbara material. Det är lösligt i vatten, men inte i alkoholer. Det är också giftigt och cancerogent.

## Framställning
Kaliumkromat framställs av kaliumdikromat (K2Cr2O7) och kaliumkarbonat (K2CO3).
{\displaystyle {\rm {K_{2}Cr_{2}O_{7}+K_{2}CO_{3}\rightarrow 2\ K_{2}CrO_{4}+CO_{2}}}}

## Användning
Kaliumkromat används som pH-indikator. När kaliumkromat surgörs bildas kaliumdikromat som är röd-orange.